# 井口樹生
井口 樹生（いぐち たつお、1934年5月8日 - 2000年1月18日）は、日本の国文学者、民俗学者。長兄は井口朝生。姪は井坂洋子。
山手樹一郎の次男として東京に生まれる。開成中学校・高等学校卒業。1958年、慶應義塾大学文学部卒業、同大学大学院文学研究科に進学。1968年、同大学院文学研究科博士課程単位取得退学。久松潜一と池田彌三郎に師事。
1966年上智大学助手、1971年同大学助教授を経て、1976年慶應義塾大学文学部助教授、1977年教授。1991年「境界芸文伝承研究」で慶應義塾大学から文学博士を授与される。2000年、慶應義塾大学を定年退職。

## 著書
- 『風の木水の花 植物故事』三友社 1973
- 『くらしの季節』日本人の民俗 2 年中行事　実業之日本社 有楽選書　1976
- 『日本語の常識・非常識 間違えやすい成句・諺・古語の使い方』講談社 1986
- 『日本語の履歴書 間違えやすいことばの語源と使い方』講談社 1987
- 『知ってるようで知らない日本語』4-5　ごま書房 ゴマブックス　1988
- 『古典の中の植物誌 古典の中に咲く花、古代人の心の中にそよぐ草木を、古代学・民俗学の方法をもって現代に再現する。』三省堂選書 1990
- 『境界芸文伝承研究』三弥井書店 1991
- 『いい日本語、ちょっとうまい使い方』講談社+α文庫　1995
- 『ことわざ万華鏡』小池書院 1995
- 『誰もが「うっかり」誤用している日本語の本』講談社+α文庫　1999
- 『日本人なら知っておきたい日本語』幻冬舎 2002
- 『古代国文学と芸能史』藤原茂樹編 瑞木書房 2003
- 『新編池田彌三郎の学問とその後』藤原茂樹編 慶應義塾大学文学部国文学研究室 2012

### 共著
- 『折口信夫 孤高の詩人学者 その作品と思想』東郷克美,長谷川政春,藤井貞和共著 有斐閣新書 1979

## 論文
- Cinii